# Ladysmith
Ladysmith je město v Jihoafrické republice v provincii KwaZulu-Natal. Počet obyvatel je 225 000. Jde o potravinářské a textilní centrum, ve městě se nachází vojenská základna se střelnicí.

## Geografie
Město se nachází na březích řeky Klip River v podhůří Dračích hor (Drakensberg).

## Dějiny
Roku 1847 se zde usadili búrští sedláci, hned poté však oblast anektovalo Spojené království. Roku 1850 obdrželo toto sídlo jméno Windsor, ale ještě téhož roku byl Windsor přejmenován na Ladysmith na počest manželky guvernéra Kapské kolonie Harryho Smithe.
Do historie vstoupilo Ladysmith během anglo-búrské války, kdy zde britská posádka byla v letech 1899–1900 obléhána Búry po dobu 118 dní. Detaily o této bitvě a celé válce je možno se dozvědět v Muzeu obléhání (Siege Museum) v centru města.

## Významné budovy
- Súfská mešita na březích řeky Klip River.
- Muzeum obléhání, budova původně postavená jako městský trh.

## Hudba
Město se stalo známým hlavně díky místní hudební skupině Ladysmith Black Mambazo, která v osmdesátých letech vystupovala s Paulem Simonem.